# Pogoń Równe
Pogoń Równe – polski klub piłkarski z siedzibą w Równem. Rozwiązany podczas II wojny światowej.

## Historia
Piłkarska drużyna Pogoń została założona w Równem w latach 20. XX wieku. Występował w rozgrywkach polskiej okręgowej ligi Wołyń - Klasa A, która od sezonu 1936/37 stała nazywać się okręgową. Klub nigdy nie zakwalifikował się do rozgrywek eliminacyjnych dla mistrzów okręgówek, walczących w barażach o awans do I ligi.
We wrześniu 1939, kiedy wybuchła II wojna światowa, klub przestał istnieć.